# Kampung Hilir (Tambelan)
Kampung Hilir is een bestuurslaag in het regentschap Bintan van de provincie Riau-archipel, Indonesië. Kampung Hilir telt 1502 inwoners (volkstelling 2010).